# Aeropuerto de Grosseto
El aeropuerto de Grosseto (en italiano: Aeroporto di Grosseto) (IATA: GRS, OACI: LIRS) es un aeropuerto italiano, próximo a Grosseto en la región de la Toscana. Clasificado como una instalación de "uso conjunto", es principalmente una base de la Fuerza Aérea Italiana (Aeronautica Militare), sede del 4º Stormo, equipado con el Eurofighter Typhoon. También se utiliza como aeropuerto comercial para vuelos chárter civiles y aviones privados.

## Historia
Durante la Segunda Guerra Mundial, el aeródromo, conocido como "Grosetta Main", fue utilizado por la Duodécima Fuerza Aérea de las Fuerzas Aéreas del Ejército de los Estados Unidos. El 86th Fighter Group voló P-47 Thunderbolts desde el campo entre el 17 de septiembre y el 6 de noviembre de 1944. Posteriormente, el 57th Fighter Group, utilizó el aeródromo desde el 24 de septiembre de 1944 hasta el 29 de abril de 1945, y más tarde entre el 7 de mayo y el 15 de julio de 1945, también realizando operaciones de combate con P-47. El 47th Bomb Group, y sus cuatro escuadrones, el 84, 85, 86 y 97, utilizando aviones de ataque A-20 y A-26, también utilizaron el aeródromo, principalmente en misiones de intrusos nocturnos, desde el 11 de diciembre de 1944 hasta el 23 de junio de 1945.
A partir de 1959 el aeropuerto se convirtió en sede de la 4ª Ala (aerobrigada fundada en 1931 en el aeropuerto de Udine-Campoformido), y desde el 1 de junio de 1961 también acogió al 9º Grupo de Cazas de la Fuerza Aérea Italiana.

## Características
El aeropuerto se encuentra a una altura de 15 pies (5 m) sobre el nivel medio del mar. Tiene dos pistas asfaltadas : 03L/21R de 2994 x 45 metros (3274 x 49 yd) y 03R/21L de 2356 x 24 metros (2577 x 26 yd).

## Aerolíneas y destinos
Desde el 30 de agosto de 2018, no hay vuelos regulares de pasajeros desde el aeropuerto de Grosseto. Antes de su posterior quiebra, SkyWork Airlines operaba vuelos a Berna, a veces a través de Elba, así como al aeropuerto de la ciudad de Londres a través de Berna.

## Estadísticas
Ver fuente y consulta Wikidata.